# Srisailam Project (RFC) Township
Srisailam Project (RFC) Township là một thị trấn thống kê (census town) của quận Kurnool thuộc bang Andhra Pradesh, Ấn Độ.

## Nhân khẩu
Theo điều tra dân số năm 2001 của Ấn Độ, Srisailam Project (RFC) Township có dân số 23.257 người. Phái nam chiếm 54% tổng số dân và phái nữ chiếm 46%. Srisailam Project (RFC) Township có tỷ lệ 62% biết đọc biết viết, cao hơn tỷ lệ trung bình toàn quốc là 59,5%: tỷ lệ cho phái nam là 73%, và tỷ lệ cho phái nữ là 50%. Tại Srisailam Project (RFC) Township, 13% dân số nhỏ hơn 6 tuổi.